# Битва при Мердаре
Би́тва при Мерда́ре (серб. Битка код Мердара) — сражение, происходившее с 15 по 19 октября 1912 года во время Первой Балканской войны, между войсками Королевства Сербии с одной стороны, и войсками Османской империи, с другой. Битва стала одним из самых первых столкновений войны, в результате которого сербские войска под командованием Божидара Янковича одержали решительную победу над турецкими войсками, что в итоге дало начало освобождению Косово от османского правления.
Битва стала первой победой войск Балканского союза над турками в войне. 

## Ход сражения
В период мобилизации и сосредоточения вдоль всей границы, особенно в районе сторожевых постов, происходили незначительные стычки, но они закончились без серьёзных последствий. Однако 15 октября в районе деревни Мердара одно из таких столкновений переросло в ожесточённые пограничные бои, в которых участвовали 2-я Моравская дивизия и части 1-й Шумадийской дивизии ещё до объявления войны. Около полуночи четники атаковали турецкие форпосты Репонья и Мировце. Эта атака вызвала тревогу у противника, и по всей ширине фронта между атакуемыми форпостами начался ружейный огонь.
На фронте 2-го полка 2-й Моравской дивизии, южнее укреплений Мердар и Баровац, бои на линии форпостов начались рано утром 16 октября. Сильные группы турок прорвались на пограничный хребет. Отступив несколько за пограничный хребет, 2-я Моравская дивизия заняла новые позиции, и её командир решил энергичной атакой оттеснить противника и снова овладеть приграничным хребтом. Около 10 часов утра командир отдал приказ о контрнаступлении. Около 12 часов дня в атаку пошёл 1-й полк, прорвался на пограничный хребет и к 17:00 закрепился на границе. 2-й полк пошёл в атаку после 14:00. Противник не выдержал этой атаки и немедленно отошёл. Попытка захватить следующий скалистый гребень была отражена турками. 
Таким образом, пограничный хребет был занят очень быстро, хотя война ещё не была объявлена. Божидар Янкович намеревался привлечь албанцев на свою сторону, поэтому приказал не пересекать линию границы до официального объявления войны и отойти с занятых позиций. Возвращение сербской армии на линию границы было истолковано турецкой армией как признак слабости. 
В ночной атаке 16/17 октября турецкая армия захватила сербский сторожевой пост Василевац, откуда двинулась вдоль хребта к форпосту Мировце. Затем в 5 часов утра 17 октября она атаковала 2-ю Моравскую дивизию по всему фронту от Доня Дубницы до Вулино Брдо. Бегство 3-го полка с форпоста Мердар поставило правое крыло Моравской дивизии в тяжёлый кризис, который продолжался до 16:00. Только прибытие 12-го Шумадийского полка спасло ситуацию. Этот полк своими быстрыми действиями привёл к перелому на всём фронте Моравской дивизии. Около 19:00 12-й полк захватил лагерь Низама, и турецкая армия отступила к Подуево.
Утром 18 октября турецкая армия предприняла последнюю попытку захватить форпост Мердар и траншею Баровац. Моравская дивизия контратаковала около 9 часов утра и после дня боёв отвоевала пограничную линию, за исключением форпоста Васильевац и Хртични Вис. Турецкие войска также атаковали форпост Свирчи, но 2-й полк отбросил их назад и деблокировал форпост.
19 октября турки предприняли две безуспешные попытки выйти на пограничный хребет, но Моравская дивизия отразила атаку, а затем отбила Васильевац и Хртицкий Вис, так что весь хребет оказался под контролем сербов. Когда Шумадийская дивизия 1-й армии начала наступление в направлении Подуево и стала  угрожать левому флангу турок, те отошли к Приштине. 

## Результаты
На этом завершилось четырёхдневное сражение, в котором 3-я армия, действуя лишь небольшой частью своих сил, отразила атаку турецкого Приштинского отряда и взяла под контроль пограничный хребет. Таким образом, были созданы условия для освобождения Косово и продвижения к Куманово.